# Saint-Sylvain (Corrèze)
Saint-Sylvain ist eine französische Gemeinde mit 132 Einwohnern (Stand 1. Januar 2022) im Département Corrèze in der Region Nouvelle-Aquitaine.

## Geografie
Die Gemeinde liegt im Zentralmassiv und ist von ausgedehnten Wäldern umgeben. Tulle, die Präfektur des Départements, befindet sich gut 15 Kilometer nordwestlich und Argentat 10 Kilometer südöstlich.
Nachbargemeinden von Saint-Sylvain sind Saint-Paul im Norden, Champagnac-la-Prune im Osten, Saint-Bonnet-Elvert im Südosten, Forgès im Süden sowie Lagarde-Marc-la-Tour mit Marc-la-Tour im Nordwesten.

## Wappen
Beschreibung: In Blau ein silberner Schwan auf einem silbernen Wellenschildfuß schwimmend und im roten Schildhaupt balkenweis drei fünfstrahlige goldene Sterne.

## Einwohnerentwicklung

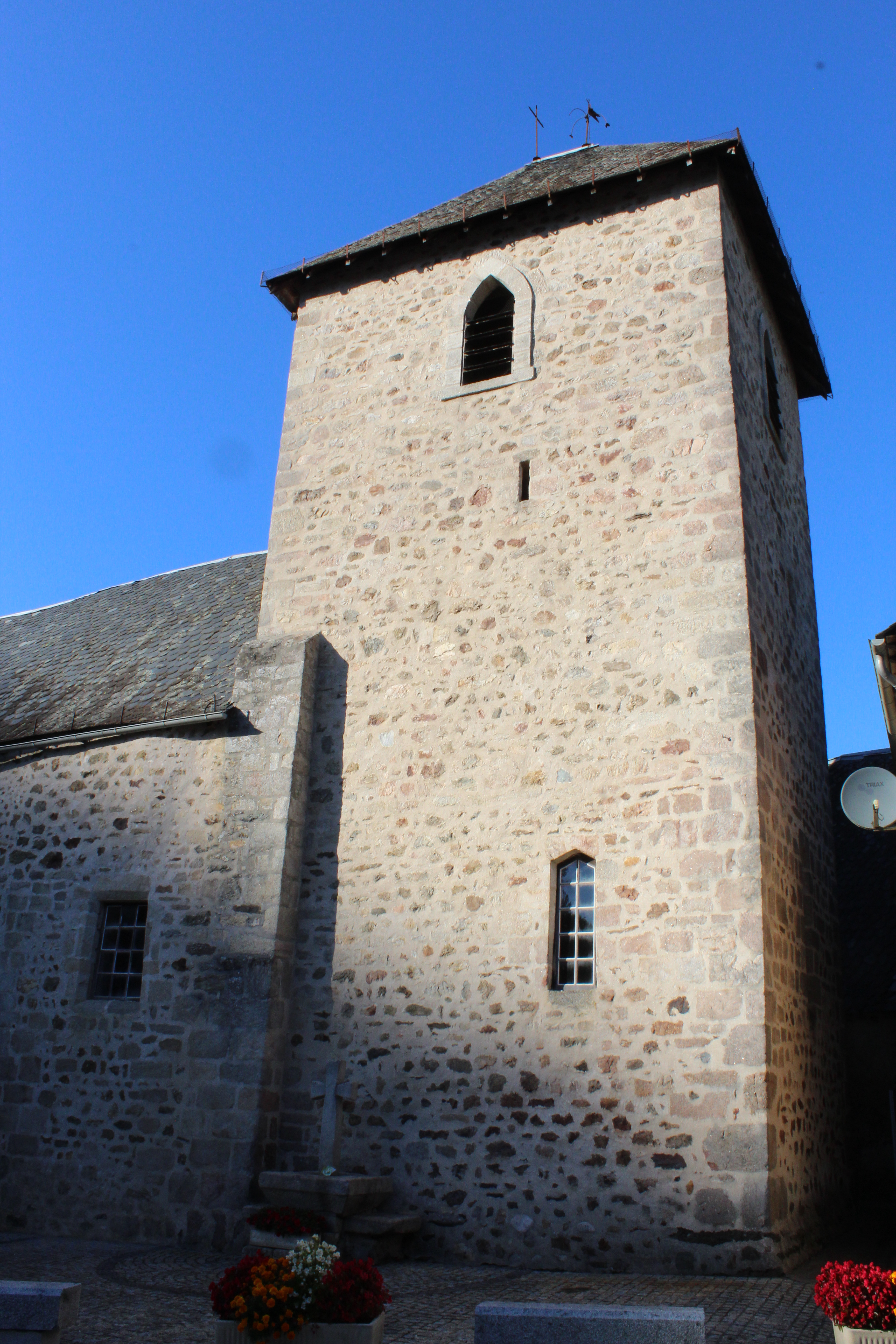
Kirche Saint-Sylvain

| Jahr      | 1962 | 1968 | 1975 | 1982 | 1990 | 1999 | 2007 | 2016 |
| Einwohner | 153  | 163  | 131  | 135  | 139  | 139  | 145  | 136  |